# Чемпионат Мальты по футболу 1933/1934
Первый дивизион Мальты 1933/1934 (мальт. L-Ewwel Diviżjoni Maltija 1933/1934) — 23-й сезон чемпионата Мальты по футболу.

## Клубы-участники
| Клуб            | Город |
| --------------- | ----- |
| Слима Уондерерс | Слима |
| Хибернианс      | Паола |

## Турнирная таблица
| М | Команда         | И | В | Н | П | Мячи  | ±  | О | Примечания |
| - | --------------- | - | - | - | - | ----- | -- | - | ---------- |
| 1 | Слима Уондерерс | 4 | 2 | 1 | 1 | 6 − 4 | +2 | 5 |            |
| 2 | Хибернианс      | 4 | 1 | 1 | 2 | 4 − 6 | −2 | 3 |            |

И — игры, В — выигрыши, Н — ничьи, П — проигрыши, Мячи — забитые и пропущенные голы, ± — разница голов, О — очки